# Bueningia
Bueningia es un género de foraminífero bentónico de la familia Bueningiidae, de la superfamilia Discorboidea, del suborden Rotaliina y del orden Rotaliida. Su especie tipo es Bueningia creeki. Su rango cronoestratigráfico abarca desde el Mioceno hasta la Actualidad.

## Clasificación
Bueningia incluye a las siguientes especies:
- Bueningia creeki
- Bueningia venezuelensis